# Rally di Gran Bretagna 2003
Il Rally di Gran Bretagna 2003, ufficialmente denominato 59th Wales Rally GB, è stata la quattordicesima e ultima tappa del campionato del mondo rally 2003 nonché la cinquantanovesima edizione del Rally di Gran Bretagna e la trentesima con valenza mondiale. La manifestazione si è svolta dal 6 al 9 novembre sulle strade sterrate che attraversano le foreste del Galles meridionale, con base nel capoluogo Cardiff e le prove speciali da svolgersi nel territorio attorno alla città di Swansea, a nord della quale, in località Felindre, venne allestito il parco assistenza per i concorrenti.
L'evento è stato vinto dal norvegese Petter Solberg, navigato dal britannico Phil Mills, alla guida di una Subaru Impreza WRC2003 della squadra ufficiale 555 Subaru WRT, al loro quinto successo in carriera, il quarto in stagione e il secondo consecutivo in Galles, precedendo la coppia formata dal francese Sébastien Loeb e dal monegasco Daniel Elena, su Citroën Xsara WRC del team Citroën Total, e quella finlandese formata da Tommi Mäkinen e Kaj Lindström, compagni di squadra dei vincitori.
Alla luce di questo risultato Petter Solberg conquistò l'alloro iridato 2003, divenendo così il primo pilota norvegese a raggiungere tale traguardo, sopravanzando in classifica generale il francese Sébastien Loeb per una sola lunghezza e lo spagnolo Carlos Sainz, distanziato di nove punti dalla vetta e per l'undicesima volta in carriera sul podio nella graduatoria di fine stagione. Il titolo costruttori è invece andato alla squadra francese Citroën Total, che ha vinto il duello finale coi i rivali della Peugeot. 
In lotta per il titolo sino alla vigilia dell'ultimo appuntamento stagionale, il britannico Richard Burns fu costretto a rinunciare alla gara di casa per motivi di salute; il pilota inglese, durante i test disputatisi la domenica precedente il rally di Gran Bretagna, venne ricoverato in ospedale con prognosi riservata e sostituito dalla scuderia Peugeot con il belga Freddy Loix per gareggiare al suo posto in Galles. Qualche settimana dopo Burns stesso annunciò di avere un tumore al cervello e che non avrebbe potuto partecipare all'intera stagione 2004, per la quale aveva già firmato un contratto biennale con Subaru per prendere il posto di Tommi Mäkinen, che si ritirerà dalle corse al termine della stagione 2003. Sfortunatamente Burns non si riprenderà dalla malattia e nonostante due anni di lotta contro di essa, morirà il 25 novembre 2005, nel giorno in cui quattro anni prima conquistò il titolo mondiale.
In Galles si disputava anche la settima e ultima tappa del campionato Junior WRC, che ha visto vincere l'equipaggio svedese costituito da Daniel Carlsson e Mattias Andersson, su Suzuki Ignis S1600, al loro secondo successo stagionale di categoria dopo quello conseguito in Finlandia. Il campionato piloti è stato invece conquistato dal francese Brice Tirabassi su Renault Clio S1600, autore di quattro podi su sette gare disputate, tra cui tre vittorie.

## Dati della prova
| Denominazione ufficiale              | Wales Rally GB                                              |
| Tappa N°                             | 14 di 14                                                    |
| Edizione N°                          | 59                                                          |
| Data manifestazione                  | da giovedì 06/11/2003 a domenica 09/11/2003                 |
| Sede ospitante                       | Cardiff (Galles)                                            |
| Sede del parco assistenza            | Felindre (contea di Swansea, Galles)                        |
| Superficie                           | Sterrato                                                    |
| Direttore di gara                    | Fred Gallagher                                              |
| Iscritti                             | 83                                                          |
| Partiti                              | 75                                                          |
| Arrivati                             | 39 (52%)                                                    |
| Prove speciali                       | 18                                                          |
| Prova più breve                      | 2,45 km (PS1, PS7 e PS15: Cardiff Super Special)            |
| Prova più lunga                      | 43,09 km (PS5 e PS14: Resolfen)                             |
| Prova più lenta                      | velocità media di 68,53 km/h (PS1: Cardiff Super Special 1) |
| Prova più veloce                     | velocità media di 115,65 km/h (PS14: Resolfen 2)            |
| Lunghezza complessiva prove speciali | 376,81 km (23,9% della distanza totale)                     |
| Lunghezza complessiva trasferimenti  | 1197,71 km                                                  |
| Distanza totale                      | 1574,52 km                                                  |

## Itinerario
| Frazione 1 | 6 nov  | PS1    | 19:30  | Cardiff Super Special 1        | 2,45 km  | 164,24 km |  |  |
| Frazione 1 | 7 nov  |        | 06:30  | Assistenza – Felindre (20 min) | –        | 164,24 km |  |  |
| Frazione 1 | 7 nov  | PS2    | 07:51  | Brechfa                        | 23,12 km | 164,24 km |  |  |
| Frazione 1 | 7 nov  | PS3    | 08:30  | Trawscoed                      | 27,97 km | 164,24 km |  |  |
| Frazione 1 | 7 nov  |        | 10:15  | Assistenza – Felindre (20 min) | –        | 164,24 km |  |  |
| Frazione 1 | 7 nov  | PS4    | 11:20  | Rheola 1                       | 32,58 km | 164,24 km |  |  |
| Frazione 1 | 7 nov  | PS5    | 12:38  | Resolfen 1                     | 43,09 km | 164,24 km |  |  |
| Frazione 1 | 7 nov  |        | 14:43  | Assistenza – Felindre (20 min) | –        | 164,24 km |  |  |
| Frazione 1 | 7 nov  | PS6    | 15:48  | Rheola 2                       | 32,58 km | 164,24 km |  |  |
| Frazione 1 | 7 nov  |        | 17:12  | Assistenza – Felindre (45 min) | –        | 164,24 km |  |  |
| Frazione 1 | 7 nov  | PS7    | 19:32  | Cardiff Super Special 2        | 2,45 km  | 164,24 km |  |  |
|            |        |        |        |                                |          |           |  |  |
| Frazione 2 | 8 nov  |        | 06:00  | Assistenza – Felindre (20 min) | –        | 138,71 km |  |  |
| Frazione 2 | 8 nov  | PS8    | 07:47  | Crychan 1                      | 13,05 km | 138,71 km |  |  |
| Frazione 2 | 8 nov  | PS9    | 08:14  | Halfway 1                      | 18,53 km | 138,71 km |  |  |
| Frazione 2 | 8 nov  | PS10   | 10:27  | Crychan 2                      | 13,05 km | 138,71 km |  |  |
| Frazione 2 | 8 nov  | PS11   | 10:54  | Halfway 2                      | 18,53 km | 138,71 km |  |  |
| Frazione 2 | 8 nov  |        | 12:19  | Assistenza – Felindre (20 min) | –        | 138,71 km |  |  |
| Frazione 2 | 8 nov  | PS12   | 13:13  | Margam Forest                  | 17,37 km | 138,71 km |  |  |
| Frazione 2 | 8 nov  | PS13   | 13:46  | Margam Park 1                  | 12,64 km | 138,71 km |  |  |
| Frazione 2 | 8 nov  |        | 14:31  | Assistenza – Felindre (20 min) | –        | 138,71 km |  |  |
| Frazione 2 | 8 nov  | PS14   | 15:32  | Resolfen 2                     | 43,09 km | 138,71 km |  |  |
| Frazione 2 | 8 nov  |        | 17:17  | Assistenza – Felindre (45 min) | –        | 138,71 km |  |  |
| Frazione 2 | 8 nov  | PS15   | 19:38  | Cardiff Super Special 3        | 2,45 km  | 138,71 km |  |  |
|            |        |        |        |                                |          |           |  |  |
| Frazione 3 | 9 nov  |        | 06:20  | Assistenza – Felindre (20 min) | –        | 73,86 km  |  |  |
| Frazione 3 | 9 nov  | PS16   | 07:48  | Rhondda 1                      | 30,61 km | 73,86 km  |  |  |
| Frazione 3 | 9 nov  |        | 09:34  | Assistenza – Felindre (20 min) | –        | 73,86 km  |  |  |
| Frazione 3 | 9 nov  | PS17   | 11:02  | Rhondda 2                      | 30,61 km | 73,86 km  |  |  |
| Frazione 3 | 9 nov  | PS18   | 13:04  | Margam Park 2                  | 12,64 km | 73,86 km  |  |  |
| Totale     | Totale | Totale | Totale | Totale                         | Totale   | 376,81 km |  |  |

## Risultati

### Classifica
| Pos.                         | Nº       | Pilota                | Co-pilota            | Auto                   | Squadra                | Classe    | Tempo     | Distacco | Punti    |
| Generale                     | Generale | Generale              | Generale             | Generale               | Generale               | Generale  | Generale  | Generale | Generale |
| ---------------------------- | -------- | --------------------- | -------------------- | ---------------------- | ---------------------- | --------- | --------- | -------- | -------- |
| 1.                           | 7        | Petter Solberg        | Phil Mills           | Subaru Impreza WRC2003 | 555 Subaru WRT         | WRC       | 3h28'58"1 | –        | 10       |
| 2.                           | 18       | Sébastien Loeb        | Daniel Elena         | Citroën Xsara WRC      | Citroën Total          | WRC       | 3h29'41"7 | +43"6    | 8        |
| 3.                           | 8        | Tommi Mäkinen         | Kaj Lindström        | Subaru Impreza WRC2003 | 555 Subaru WRT         | WRC       | 3h31'56"9 | +2'58"8  | 6        |
| 4.                           | 17       | Colin McRae           | Derek Ringer         | Citroën Xsara WRC      | Citroën Total          | WRC       | 3h34'26"2 | +5'28"1  | 5        |
| 5.                           | 5        | François Duval        | Stéphane Prévot      | Ford Focus RS WRC 03   | Ford Rallye Sport      | WRC       | 3h36'14"2 | +7'16"1  | 4        |
| 6.                           | 2        | Freddy Loix           | Sven Smeets          | Peugeot 206 WRC (2002) | Marlboro Peugeot Total | WRC       | 3h37'04"6 | +8'06"5  | 3        |
| 7.                           | 34       | Manfred Stohl         | Ilka Minor           | Peugeot 206 WRC (2001) | Stohl Racing           | WRC       | 3h37'46"5 | +8'48"4  | 2        |
| 8.                           | 22       | Roman Kresta          | Jan Tománek          | Peugeot 206 WRC (2001) | Bozian Racing          | WRC       | 3h38'00"7 | +9'02"6  | 1        |
| 9.                           | 24       | Juuso Pykälistö       | Risto Mannisenmäki   | Peugeot 206 WRC (2001) | Bozian Racing          | WRC       | 3h38'51"7 | +9'53"6  | -        |
| 10.                          | 20       | Jari-Matti Latvala    | Miikka Anttila       | Ford Focus RS WRC 02   | Ford Rallye Sport      | WRC       | 3h41'23"4 | +12'25"3 | -        |
| Campionato piloti Junior WRC |          |                       |                      |                        |                        |           |           |          |          |
| 1. (14.)                     | 52       | Daniel Carlsson       | Mattias Andersson    | Suzuki Ignis S1600     | -                      | A6 / JWRC | 3h57'29"8 | –        | 10       |
| 2. (15.)                     | 51       | Mirco Baldacci        | Giovanni Bernacchini | Fiat Punto S1600       | -                      | A6 / JWRC | 3h59'04"2 | +1'34"4  | 8        |
| 3. (23.)                     | 64       | Ville-Pertti Teuronen | Mikko Markkula       | Suzuki Ignis S1600     | -                      | A6 / JWRC | 4h04'51"6 | +7'21"8  | 6        |
| 4. (28.)                     | 69       | Salvador Cañellas Jr. | Xavier Amigò Colón   | Suzuki Ignis S1600     | -                      | A6 / JWRC | 4h14'50"3 | +17'20"5 | 5        |
| 5. (29.)                     | 67       | Alessandro Broccoli   | Giovanni Agnese      | Opel Corsa S1600       | -                      | A6 / JWRC | 4h20'58"2 | +23'28"4 | 4        |
| 6. (30.)                     | 63       | Massimo Ceccato       | Mitia Dotta          | Fiat Punto S1600       | -                      | A6 / JWRC | 4h24'25"8 | +26'56"0 | 3        |

| Principali ritiri | Principali ritiri | Principali ritiri | Principali ritiri      | Principali ritiri      | Principali ritiri      | Principali ritiri | Principali ritiri | Principali ritiri |
| PS                | Nº                | Pilota            | Co-pilota              | Auto                   | Squadra                | Classe            | Causa             | Pos.              |
| ----------------- | ----------------- | ----------------- | ---------------------- | ---------------------- | ---------------------- | ----------------- | ----------------- | ----------------- |
| PS 3              | 6                 | Mikko Hirvonen    | Jarmo Lehtinen         | Ford Focus RS WRC 02   | Ford Rallye Sport      | WRC               | Incidente         | 14º               |
| PS 3              | 19                | Carlos Sainz      | Marc Martí             | Citroën Xsara WRC      | Citroën Total          | WRC               | Incidente         | 5º                |
| PS 4              | 1                 | Marcus Grönholm   | Timo Rautiainen        | Peugeot 206 WRC (2002) | Marlboro Peugeot Total | WRC               | Ruota persa       | 65º               |
| PS 4              | 4                 | Markko Märtin     | Michael Park           | Ford Focus RS WRC 03   | Ford Rallye Sport      | WRC               | Motore            | 3º                |
| PS 5              | 70                | Guy Wilks         | Phil Pugh              | Ford Puma S1600        | -                      | A6 / JWRC         | Pompa dell'acqua  | 34º               |
| PS 8              | 21                | Gilles Panizzi    | Hervé Panizzi          | Peugeot 206 WRC (2001) | Bozian Racing          | WRC               | Trasmissione      | 6º                |
| PS 11             | 61                | Brice Tirabassi   | Jacques-Julien Renucci | Renault Clio S1600     | -                      | A6 / JWRC         | Motore            | 23º               |
| PS 14             | 25                | Dani Solà         | Álex Romaní            | Citroën Xsara WRC      | Citroën Sport          | WRC               | Incendio          | 11º               |
| PS 16             | 3                 | Harri Rovanperä   | Risto Pietiläinen      | Peugeot 206 WRC (2002) | Marlboro Peugeot Total | WRC               | Trasmissione      | 5º                |
| PS 16             | 15                | Toni Gardemeister | Paavo Lukander         | Škoda Fabia WRC        | Škoda Motorsport       | WRC               | Incidente         | 15º               |
| PS 16             | 26                | Jan Kopecký       | Filip Schovánek        | Škoda Octavia WRC Evo3 | Škoda Matador Team     | WRC               | Rottura meccanica | 22º               |
| PS 17             | 71                | Urmo Aava         | Kuldar Sikk            | Suzuki Ignis S1600     | -                      | A6 / JWRC         | Semiasse          | 23º               |
| PS 17             | 74                | Kris Meeke        | Chris Patterson        | Opel Corsa S1600       | -                      | A6 / JWRC         | Incidente         | 15º               |

Legenda
| Icona | Classe                                                                                  |
| ----- | --------------------------------------------------------------------------------------- |
| WRC   | Equipaggio di classe A8 che può conquistare punti per il campionato costruttori WRC     |
| WRC   | Equipaggio di classe A8 che non può conquistare punti per il campionato costruttori WRC |
| PWRC  | Equipaggio registrato al campionato PWRC                                                |
| JWRC  | Equipaggio registrato al campionato Junior WRC                                          |
|       | Ulteriori classificazioni                                                               |

### Prove speciali
| Frazione   | Data  | Prova | Ora   | Nome                    | Lunghezza | Vincitori                   | Tempo   | Velocità media | Leader del rally            |
| ---------- | ----- | ----- | ----- | ----------------------- | --------- | --------------------------- | ------- | -------------- | --------------------------- |
| Frazione 1 | 6 nov | PS1   | 19:30 | Cardiff Super Special 1 | 2,45 km   | Petter Solberg Phil Mills   | 2'08"7  | 68,53 km/h     | Petter Solberg Phil Mills   |
| Frazione 1 | 7 nov | PS2   | 07:51 | Brechfa                 | 23,12 km  | Sébastien Loeb Daniel Elena | 13'19"6 | 104,09 km/h    | Sébastien Loeb Daniel Elena |
| Frazione 1 | 7 nov | PS3   | 08:30 | Trawscoed               | 27,97 km  | Sébastien Loeb Daniel Elena | 16'23"4 | 102,39 km/h    | Sébastien Loeb Daniel Elena |
| Frazione 1 | 7 nov | PS4   | 11:20 | Rheola 1                | 32,58 km  | Petter Solberg Phil Mills   | 17'58"6 | 108,74 km/h    | Petter Solberg Phil Mills   |
| Frazione 1 | 7 nov | PS5   | 12:38 | Resolfen 1              | 43,09 km  | Petter Solberg Phil Mills   | 22'40"9 | 113,99 km/h    | Petter Solberg Phil Mills   |
| Frazione 1 | 7 nov | PS6   | 15:32 | Rheola 2                | 32,58 km  | Sébastien Loeb Daniel Elena | 17'50"9 | 109,52 km/h    | Petter Solberg Phil Mills   |
| Frazione 1 | 7 nov | PS7   | 19:32 | Cardiff Super Special 2 | 2,45 km   | Petter Solberg Phil Mills   | 2'06"4  | 69,78 km/h     | Petter Solberg Phil Mills   |
|            |       |       |       |                         |           |                             |         |                | Petter Solberg Phil Mills   |
| Frazione 2 | 8 nov | PS8   | 07:47 | Crychan 1               | 13,05 km  | Petter Solberg Phil Mills   | 7'10"6  | 109,10 km/h    | Petter Solberg Phil Mills   |
| Frazione 2 | 8 nov | PS9   | 08:14 | Halfway 1               | 18,53 km  | Petter Solberg Phil Mills   | 10'15"7 | 108,34 km/h    | Petter Solberg Phil Mills   |
| Frazione 2 | 8 nov | PS10  | 10:27 | Crychan 2               | 13,05 km  | Petter Solberg Phil Mills   | 7'08"0  | 109,77 km/h    | Petter Solberg Phil Mills   |
| Frazione 2 | 8 nov | PS11  | 10:54 | Halfway 2               | 18,53 km  | Petter Solberg Phil Mills   | 10'11"0 | 109,18 km/h    | Petter Solberg Phil Mills   |
| Frazione 2 | 8 nov | PS12  | 13:13 | Margam Forest           | 17,37 km  | Petter Solberg Phil Mills   | 9'57"7  | 104,62 km/h    | Petter Solberg Phil Mills   |
| Frazione 2 | 8 nov | PS13  | 13:46 | Margam Park 1           | 12,64 km  | Petter Solberg Phil Mills   | 7'08"8  | 106,12 km/h    | Petter Solberg Phil Mills   |
| Frazione 2 | 8 nov | PS14  | 15:32 | Resolfen 2              | 43,09 km  | Petter Solberg Phil Mills   | 22'21"3 | 115,65 km/h    | Petter Solberg Phil Mills   |
| Frazione 2 | 8 nov | PS15  | 19:38 | Cardiff Super Special 3 | 2,45 km   | Petter Solberg Phil Mills   | 2'05"1  | 70,50 km/h     | Petter Solberg Phil Mills   |
|            |       |       |       |                         |           |                             |         |                | Petter Solberg Phil Mills   |
| Frazione 3 | 9 nov | PS16  | 07:48 | Rhondda 1               | 30,61 km  | Sébastien Loeb Daniel Elena | 16'25"5 | 111,82 km/h    | Petter Solberg Phil Mills   |
| Frazione 3 | 9 nov | PS17  | 11:02 | Rhondda 2               | 30,61 km  | Sébastien Loeb Daniel Elena | 16'21"1 | 112,32 km/h    | Petter Solberg Phil Mills   |
| Frazione 3 | 9 nov | PS18  | 13:04 | Margam Park 2           | 12,64 km  | Petter Solberg Phil Mills   | 7'07"4  | 106,47 km/h    | Petter Solberg Phil Mills   |

## Classifiche mondiali
Classifica piloti
| Pos. | Pos. | Pilota             | Punti |
| ---- | ---- | ------------------ | ----- |
| 1    | 2    | Petter Solberg     | 72    |
| 2    | 1    | Sébastien Loeb     | 71    |
| 3    | 1    | Carlos Sainz       | 63    |
| 4    |      | Richard Burns      | 58    |
| 5    |      | Markko Märtin      | 49    |
| 6    |      | Marcus Grönholm    | 46    |
| 7    |      | Colin McRae        | 45    |
| 8    | 2    | Tommi Mäkinen      | 30    |
| 9    |      | François Duval     | 30    |
| 10   | 2    | Gilles Panizzi     | 27    |
| 11   |      | Harri Rovanperä    | 18    |
| 12   |      | Toni Gardemeister  | 9     |
| 13   |      | Didier Auriol      | 4     |
| 14   | 6    | Freddy Loix        | 4     |
| 15   | 1    | Mikko Hirvonen     | 3     |
| 16   | 1    | Cédric Robert      | 3     |
| 17   | 1    | Alister McRae      | 3     |
| 18   | 1    | Armin Schwarz      | 3     |
| 19   | N    | Manfred Stohl      | 2     |
| 20   | 2    | Janne Tuohino      | 2     |
| 21   | 2    | Philippe Bugalski  | 1     |
| 22   | N    | Roman Kresta       | 1     |
| 23   | 2    | Alistair Ginley    | 1     |
| 24   | 2    | Sebastian Lindholm | 1     |

Classifica costruttori WRC
| Pos. | Pos. | Squadra                  | Punti |
| ---- | ---- | ------------------------ | ----- |
| 1    |      | Citroën Total            | 160   |
| 2    |      | Marlboro Peugeot Total   | 145   |
| 3    |      | 555 Subaru WRT           | 109   |
| 4    |      | Ford Rallye Sport        | 93    |
| 5    |      | Škoda Motorsport         | 23    |
| 6    |      | Hyundai World Rally Team | 12    |